# Sya
Sya is een plaats in de gemeente Mjölby in het landschap Östergötland en de provincie Östergötlands län in Zweden. De plaats heeft 287 inwoners (2005) en een oppervlakte van 36 hectare.